# Topoloveni
Topoloven es una ciudad de Rumania en el distrito de Argeș.

## Geografía
Se encuentra a una altitud de 241 m s. n. m. a 103 km de la capital, Bucarest.

## Demografía
Según estimación 2012 contaba con una población de 10 775 habitantes.
| 1948 | 1956 | 1966 | 1977  | 1992  | 2002   | 2012   |
| s/d  | s/d  | s/d  | 6 196 | 9 458 | 10 595 | 10 775 |